# Отелло (Верді)
«Отелло» (італ. Otello) — опера на 4 дії італійського композитора Джузеппе Верді, написана в 1881–1886 роках на лібрето Арріґо Бойто за мотивами однойменної п'єси Вільяма Шекспіра. Прем'єра пройшла 5 лютого 1887 року в театрі Ла Скала, за участю Франческо Таманьо (Отелло) і Віктора Мореля (Яго).

## Дійові особи
| Партія                                                     | Голос         | Виконавці на прем'єрі 5 лютого 1887 (Диригент — Франко Фаччо) |
| ---------------------------------------------------------- | ------------- | ------------------------------------------------------------- |
| Отелло — мавр, полководець венеційської армії              | Тенор         | Франческо Таманьйо                                            |
| Дездемона — його дружина                                   | Сопрано       | Ромільда Панталеоні                                           |
| Яґо — мічман                                               | Баритон       | Віктор Морель                                                 |
| Емілія — дружина Яґо                                       | меццо-сопрано | Джиневра Петрович                                             |
| Кассіо — начальник ескадри                                 | Тенор         | Джованні Паролі                                               |
| Родеріґо — венеційський патрицій                           | Тенор         | Вінченцо Форнарі                                              |
| Лодовіко — посланник Венеційської Республіки               | Бас           | Франческо Наваріні                                            |
| Монтано — попередник Отелло в урядуванні островом Кіпром   | Бас           | Наполеоне Лімонта                                             |
| Герольд                                                    | Бас           | Анджело Лаґомарсіно                                           |
| Хор: венеційські солдати й моряки, кіпрські містяни, діти. |               |                                                               |

## Зміст
Фабула в основному збігається з вихідною п'єсою, за винятком того, що Бойто виключив шекспірівський перший акт (сцени у Венеції). Отже, вся дія опери відбувається на Кіпрі, в кінці XV століття.

### I дія
Жителі Кіпру очікують прибуття нового губернатора, який потрапив у бурю. Ним є мавр Отелло, який повідомляє про загибель турецького флоту. Хорунжий Яго перемовляється з дворянином Родріґо, закоханим у Дездемону, дружину Отелло. Лейтенант Кассіо отримує підвищення в чині, чим провокує заздрість Яго. Яго підпоює Кассіо і викликає його сварку з офіцером Монтано. Отелло позбавляє Кассіо почестей. З'являється Дездемона і виконує з чоловіком дует «Già nella notte densa s'estingue ogni clamor».

### II дія
Яго радить Кассіо звернутися за допомогою до Дездемони. Після його відходу він співає арію «Credo in un Dio crudel» і натякає Отелло, що прийшов, на невірність Дездемони. Хор, що вшановуює молоду губернаторшу, заспокоює мавра, але незабаром він свариться з дружиною і кидає додолу її хустку, яку піднімає дружина Яго Емілія. Яго каже, що бачив хустку у Кассіо.

### III дія
Яго просить Отелло підслухати його розмову з Кассіо, яка нібито підтвердить провину Дездемони. Дездемона сама заступається за лейтенанта, викликаючи ревнощі чоловіка. Він жене її зі сцени і співає арію «Dio! mi potevi scagliar tutti i mali della miseria». Яго на очах у Отелло викликає Кассіо на розмову про коханку останнього, представивши справу так, ніби мова йде про Дездемону. Наприкінці діалогу лейтенант демонструє хустку губернаторши, яку підкинув йому Яго.
На Кіпр з Венеції прибуває посол Лодовіко, який читає наказ про заміну Отелло на Кассіо. Мавр б'є Дездемону, розганяє хор і падає в непритомність на радість Яго.

### IV дія
Готуючись до сну, Дездемона виконує баладу «Piangea cantando nell'erma landa» і молитву «Ave Maria». Отелло цілує Дездемону і після діалогу душить її. З'являються Емілія і інші персонажі опери. Отелло дізнається, що його дружина не зраджувала йому, і накладає на сабе руки.

## Переклад українською
Українською мовою лібрето переклав у 1965 році Сергій Козак. В його перекладі опера ставилась у Київському театрі опери та балету, причому сам перекладач співав партію Яго.  